# Campo Testaccio

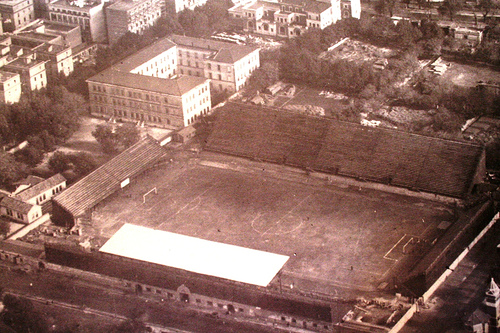
Campo Testaccio w 1930 roku.

Campo Testaccio – nieistniejący obecnie stadion piłkarski w Rzymie, wybudowany niegdyś w dzielnicy Testaccio. Był to drugi stadion po Motovelodromo Appio zespołu AS Roma. Rozgrywki Serie A zainaugurowano na nim 3 listopada 1929 roku, a Roma pokonała 2:1 Brescię Calcio. Ostatni mecz miał miejsce 30 czerwca 1940 roku - "giallorossi" wygrali wówczas 2:1 z zespołem AS Livorno Calcio. Łącznie na tym stadionie Roma rozegrała 161 meczów, z czego 103 wygrała, 32 zremisowała i 26 przegrała.
Stadion został wybudowany w 1929 roku. Jego projektantem był Silvio Sensi, ojciec byłego prezesa klubu Franco i dziadek obecnej prezes, Roselli. Posiadał drewnianą konstrukcję i mógł pomieścić około 25 tysięcy widzów. 21 października 1940 został zburzony, a Roma przeniosła się na obiekt o nazwie Stadio Flaminio.